# Страмбени (Сусени)
Страмбени (рум. Strâmbeni) насеље је у Румунији у округу Арђеш у општини Сусени. Oпштина се налази на надморској висини од 255 m.

## Становништво
Према подацима из 2002. године у насељу је живело 352 становника, од којих су сви румунске националности.